# Blagoevgrad (província)
Blagoevgrad (búlgaro: Благоевград) é um província da Bulgária. Sua capital é a cidade de Blagoevgrad.

## Municípios

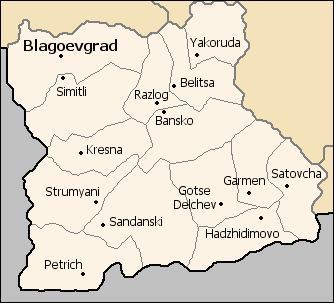
Mapa de Blagoevgrad subdividido em 14 municípios

| Nome          | População (censo 2001) |
| ------------- | ---------------------- |
| Bansko        | 13.980                 |
| Belitsa       | 9.620                  |
| Blagoevgrad   | 78.175                 |
| Gotse Delchev | 32.571                 |
| Garmen        | 14.934                 |
| Kresna        | 6.256                  |
| Petrich       | 57.717                 |
| Razlog        | 22.081                 |
| Sandanski     | 43.109                 |
| Satovcha      | 17.889                 |
| Simitli       | 16.049                 |
| Strumyani     | 6.829                  |
| Hadzhidimovo  | 10.926                 |
| Yakoruda      | 11.109                 |